# Nicholas Catanoy
Nicholas Catanoy, pseudonimul lui Nicolae Cătănoiu, (n. 10 noiembrie 1925, Brașov, România) este un poet, prozator și eseist român, care trăiește în exil începând din 1962. Medic de profesie, el a călătorit prin întreaga lume, dovedindu-se un spirit universal, cosmopolit, cu o cultură enciclopedică.

## Biografie
S-a născut în 1925 la Brașov, în familia înstăritului comerciant român Nicolae Cătănoiu și al soției sale săsoaice, Anna (n. Priester). A fost botezat în religia greco-catolică și a crescut într-un mediu multicultural, frecventând o grădiniță mixtă de limbă germană și maghiară și învățând să vorbească fluent limbile română, germană și maghiară. A urmat studii la Școala elementară din Brașov (1932–1936) și la Liceul „Dr. Ioan Meșotă” din Brașov (1936–1944). După absolvirea liceului a fost încorporat, din cauza războiului, la Școala de Ofițeri de rezervă de la Găești. Ca urmare a manifestării unei atitudini anticomuniste a fost arestat și deținut într-un lagăr de concentrare, după care a fost grațiat. Eliberat, a studiat la Facultatea de Medicină din Cluj (1947–1952) și a frecventat în paralel și cursuri de filozofie. După absolvirea facultății a lucrat ca medic la Predeal, Tohan și București (1952–1962).
În anul 1962 a emigrat, prin căsătorie,  în Canada, unde și-a schimbat numele din Cătănoiu în Catanoy și a profesat medicina între 1962 și 1970. În această perioadă a fost invitat să predea cursuri de poezie contemporană la Universitatea Sir George Williams din Montreal. A urmat cursuri de pilotaj și a lucrat o scurtă perioadă (1971–1972) ca medic-pilot de Crucea Roșie („flying doctor”), luând parte la misiuni umanitare în Nigeria și Venezuela, după care a revenit în Europa, unde a lucrat ca lector la Editura Seuil din Paris (1972) și medic în Germania (1973–1990). A locuit în orașul german Bad Wildungen din landul Hessa.
Mânat de un spirit de aventură, a călătorit prin toată lumea din Egipt și Tunisia până în Thailanda și Nepal, luând contact cu diferite culturi și cu mai multe personalități. Spirit universal, cu un „impuls aventurier”, Nicholas Catanoy s-a convertit la religia budistă în 1980, după o călătorie în Nepal.

## Activitatea literară
A fost pasionat de poezie încă din copilărie, fiind îndrumat de Radu D. Rosetti, prieten de familie, în lectura poeților romantici germani și francezi (Novalis, Kleist, Hölderlin, Gérard de Nerval, Baudelaire). A început să scrie poezii de la vârsta de 12 ani, la scurtă vreme după moartea prematură a mamei sale. În anii celui de-al Doilea Război Mondial și în perioada imediat următoare a frecventat cenaclul literar al soților Gherghinescu-Vania, unde i-a cunoscut pe Tudor Arghezi, Lucian Blaga, Ion Minulescu, Vl. Streinu, Miron Radu Paraschivescu, Ionel Teodoreanu și Șerban Cioculescu. În această perioadă a trimis poezii mai multor reviste literare (printre care și Universul literar), dar, după cum a notat el mai târziu, a primit „ecouri puține” și „imbolduri de a continua și mai sporadice”. Unul din mentorii săi din această perioadă a fost profesorul și criticul literar brașovean Octav Șuluțiu.
A colaborat cu poezii, bucăți de proză și eseuri la mai multe reviste literare din România (Steaua, Luceafărul, Tribuna, Gazeta literară, Astra, Familia, Literatorul, Jurnalul literar, Ateneu, Vatra).
Ajuns în exil, a urmat cursuri de literatură anglo-americană și a frecventat cu asiduitate cercurile literare din Montréal. Debutul său editorial a avut loc în 1968 cu volumul de versuri cvadrilingv (engleză, franceză, spaniolă și română) Hic et nunc, publicat la New York și prefațat („Algues,  poussière et  mains”) de Vintilă Horia. A publicat apoi, în anii 1970, trei volume de poezii în Canada, urmate de alte volume apărute în diferite țări de pe glob (în principal Franța și Germania). În decursul timpului i-au fost publicate peste 20 de volume ce abordează diferite specii literare (poezie, proză, eseuri, aforisme, jurnale) și care au beneficiat de primiri călduroase din partea criticii. A scris atât în limba română (volumul de poezii Flux  alb (1970)), cât și în limbile franceză, engleză și germană.
Creațiile sale poetice au apărut, de asemenea, în reviste literare din Canada (Wascana Review, Canadian Forum, Prism International), Statele Unite ale Americii (Poetry, World Literature Today), Franța (Jalons, Jointures, Froissart, Cahiers de Poésie), Belgia (Marginales), Luxemburg (New Europe), Elveția (Correspondance), Grecia (Kastalis), India (Poetry), Noua Zeelandă (Mentalities) etc., precum și în antologiile lirice Volvox (Port Clemens, Canada, 1971), Ärzte Lyrik Heute (Marquarstein, Germania, 1975), Înțelegând zăpada (București, 1977), Voices International (Madras, India, 1982), Jalons (Paris, 1983) și Das Miteinander Leben (Frankfurt, Germania, 1995). În 1977 a editat antologia de poezie românească tradusă în limba engleză Modern Romanian Poetry (Mosaic Press / Valley Editions, Oakville, Ontario, Canada, 1977), care a fost prefațată de Irving Layton; antologia cuprinde creațiile a 53 de poeți români de la Tudor Arghezi la Adrian Păunescu.
Nicholas Catanoy a devenit în 1970 membru asociat al grupului L-A-N-G-U-A-G-E, înființat în anii 1968–1970 la New York de poeții Bruce Andrew și Charles Bernstein. Revenit în Europa în 1972, a redescoperit poezia franceză și a fost atras îndeosebi de „sondările introspective, pe portative și pe tensiuni de puritate” ale poetului Jean-Claude Renard, pe care-l considera „un fel de Blaga francez”. Activitatea sa poetică a fost remarcată prin obținerea unor premii precum Premiul internațional de poezie Expo-1967 (Montréal) și Premiul Robert-Lucien Geeraert (1992), pentru vol. Requiem pour Sandy. Criticii literari canadieni l-au considerat drept „a leading figure in Canada’s literary avant-garde”.
A publicat în anul 2018 un volum intitulat Alambicul lui Ianus, în care a inclus note de călătorie, impresii de lectură și meditații pe teme morale. Scriitorul meditează cu privire la curgerea inexorabilă a timpului și la metamorfoza spiritului european, dovedindu-se, potrivit criticului Ion Cristofor, „un spirit atras de perfecțiunea aforismului, dar și de notația impresiei fugitive”.

## Opera
- Hic et nunc, prozo-poeme, în engleză, franceză, spaniolă și română, Editure Exposition Press, New York, 1968;
- Flux alb, versuri, Fredericton, Canada, 1970;
- Circumstances, prozo-poeme, Victoria, Canada, 1971;
- The Fidlehead Republic, prozo-poeme, Ottawa, Canada, 1979;
- Walum Olum. Cântecele și proverbele indienilor din America de Nord, în românește de Virgil Teodorescu și Petronela Negoșanu, cu o „Introducere” de Nicholas Catanoy, Editura Dacia, Cluj-Napoca, 1981;
- Around the World in Eighty Days, prozopoeme, Madras, India, 1983;
- Ni debout, ni assis, poeme, Paris, 1984;
- Thursday of July, prozo-poeme, Paris, 1985;
- Tu pourrais réveiller la lumière qui sépare, Paris, 1986;
- L’ancre et le cyclone, poeme, în colab. cu Jean-Paul Mestas, Paris, 1987;
- Woher Wohin Warum, aforisme, Fritzlar, Germania, 1988;
- L’Autre versant de la nuit, Hédencourt, 1989;
- Ein Schritt aus dem Schatten, jurnal, Fritzlar, Germania, 1989;
- Amanita Muscaria, jurnal și aforisme, Paris, 1989;
- Flüstern und Schrein, versuri, Fritzlar, Germania, 1990;
- Amarante suivi de L’Orchideé carnassière et The Lightning Snake, prozo-poeme, în franceză și engleză, Paris, 1992;
- Requiem pour Sandy, versuri, Valencennce, 1992;
- Notes on a Prison Wall. A Memoir/A Poem, postfață de Cynthia Messenger, Vancouver, Canada, 1994;
- Surâsul Pandorei, aforisme, cu o pref. („Un sceptic bine temperat”) de Gheorghe Crăciun, Editura Paralela 45, Pitești, 1996;
- Debuturi netimbrate, versuri, cu o pref. („Un peregrin planetar”) de Dumitru Micu, Editura Mesagerul, Cluj-Napoca, 1997;
- Indian Summer, roman, Pitești, 1999;
- Avenue Teutonia, prozo-poem, Editions Caractères, Paris, 1999;
- Tablele lui Zalmoxis, Editura Napoca Star, Cluj-Napoca, 2001;
- Recviem pentru Sandy, versuri, ed. bilingvă franceză-română, trad. de Loredana English, Cluj-Napoca, 2002;
- Cârja lui Sisif, roman, Brașov, Editura Aula, Brașov, 2007;
- Orfeu și mașina, interviuri cu 30 de scriitori francezi, Ed. Criterion Publishing, București, 2008;
- Alambicul lui Ianus, jurnal, Editura Napoca Star, Cluj-Napoca, 2018.